# Wilfried Peeters
Wilfried Peeters (Mol, 10 juli 1964) is een voormalig Belgisch wielrenner. Hij was beroepsrenner van 1986 tot 2001. In 1994 won hij Gent-Wevelgem.

## Biografie
Wilfried Peeters stond vooral bekend als de meesterknecht van Johan Museeuw bij de Italiaanse formaties GB-MG-Technogym en Mapei. Hij kon dan ook uitstekend over de kasseien fietsen. Zijn enig Vlaamse klassieke voorjaarszege bleef evenwel Gent-Wevelgem, die hij won in 1994. Peeters won een spurt tegen Franco Ballerini, nadat zij waren weggereden.
Vanaf 1995 reed Peeters voor Mapei en zette met zijn ploegmaats de eendaagse wedstrijden in Vlaanderen en Noord-Frankrijk helemaal naar zijn hand. In 1998 werd Peeters derde in Parijs-Roubaix, achter zijn Italiaanse ploegmaats Franco Ballerini en Andrea Tafi. Een jaar later, in de editie 1999, werd hij zelfs tweede achter Tafi die solo arriveerde in de Italiaanse kampioenentrui. Ploegmaat Tom Steels, Belgisch kampioen, werd bovendien derde. Eerder dat seizoen eindigde de Kempenaar als tweede in de Omloop Het Volk achter Frank Vandenbroucke. Vandenbroucke versloeg Peeters te Lokeren in een sprint met twee. 2001 werd zijn laatste seizoen; hij hing zijn fiets aan de haak als renner van Domo-Farm Frites, waar hij ploegmaat van Museeuw bleef. Tijdens zijn laatste Parijs-Roubaix werd Peeters vijfde: hij reed aan de leiding vanaf het Bos van Wallers tot het Carrefour de l'Arbre – aanvankelijk met George Hincapie van US Postal die echter lek reed. Men haalde Peeters op de gevreesde kasseistrook bij, waarna zijn Nederlandse ploegmaat Servais Knaven solo de koers won.
Behoudens zijn eerste seizoenen bij Histor-Sigma en één seizoen bij het Duitse Team Deutsche Telekom heeft Wilfried Peeters altijd gereden voor de ploegen van teammanager Patrick Lefevere uit Oostrozebeke. Sinds 2002 is hij ploegleider, eerst bij Domo en daarna Quick Step-Davitamon en de opvolgers hiervan die ook werden of worden geleid door Lefevere. De bijnaam van Wilfried Peeters is de Fitte.

## Persoonlijk leven
Peeters heeft drie kinderen: Laura, Yasmien en Yannick, die veldrijder werd.

## Palmares
1988
- GP Zele

1990
- GP Jef Scherens

1992
- Schaal Sels

1993
- 2e etappe deel a Hofbrau Cup
- 4e etappe Ronde van Frankrijk (TTT) met GB–MG Maglificio (met Franco Ballerini, Carlo Bomans, Mario Cipollini, Zenon Jaskuła, Johan Museeuw, Laurent Pillon, Flavio Vanzella en Franco Vona)

1994
- Gent-Wevelgem

1995
- GP Paul Borremans

1996
- Omloop der Vlaamse Ardennen Ichtegem

1998
- Nationale Sluitingsprijs

1999
- Guldensporentweedaagse
- 2e etappe Guldensporentweedaagse
- 2e - Omloop Het Volk, Lokeren (klassieker)

2001
- GP Briek Schotte

## Resultaten in voornaamste wedstrijden
| Jaar | Ronde van Italië | Ronde van Frankrijk | Ronde van Spanje |
| ---- | ---------------- | ------------------- | ---------------- |
| 1987 |                  |                     |                  |
| 1988 |                  |                     | 95e              |
| 1989 |                  | 105e                |                  |
| 1990 |                  | 120e                |                  |
| 1991 |                  | 95e                 |                  |
| 1992 |                  |                     |                  |
| 1993 |                  | 86e                 |                  |
| 1994 |                  | opgave              |                  |
| 1995 |                  | 88e                 |                  |
| 1996 |                  | 110e                |                  |
| 1997 |                  | 89e                 |                  |
| 1998 |                  | 68e                 |                  |
| 1999 |                  |                     |                  |
| 2000 |                  |                     |                  |
| 2001 |                  |                     |                  |

| Jaar | Milaan-San Remo | Gent-Wevelgem | Ronde van Vlaanderen | Parijs-Roubaix | Amstel Gold Race | E3 Harelbeke | Brabantse Pijl | Parijs-Brussel |  | WK op de weg |  | Wereldranglijsten |
| ---- | --------------- | ------------- | -------------------- | -------------- | ---------------- | ------------ | -------------- | -------------- |  | ------------ |  | ----------------- |
| 1987 |                 |               | 72e                  |                |                  |              |                | 24e            |  |              |  |                   |
| 1988 |                 |               |                      |                |                  |              |                | 55e            |  |              |  |                   |
| 1989 |                 |               | 25e                  |                | 68e              |              | 8e             | 30e            |  |              |  |                   |
| 1990 |                 | 21e           | 60e                  | 39e            |                  | 5e           |                | 26e            |  |              |  |                   |
| 1991 | 51e             | 34e           | 50e                  | 6e             |                  |              |                | 72e            |  |              |  |                   |
| 1992 | 71e             | 29e           | 98e                  | 24e            |                  | 11e          |                | 26e            |  |              |  |                   |
| 1993 | 107e            | 41e           | 16e                  | 22e            | 31e              |              |                |                |  |              |  |                   |
| 1994 |                 | Goud          | 65e                  | 29e            |                  |              |                | 29e            |  |              |  |                   |
| 1995 | 86e             | 46e           | 15e                  | 23e            | 52e              |              | 8e             | 71e            |  |              |  |                   |
| 1996 | 53e             | 63e           | 68e                  | 11e            |                  | 17e          |                | 6e             |  |              |  |                   |
| 1997 | 127e            |               | 24e                  |                | 21e              | 6e           |                | 54e            |  | 27e          |  |                   |
| 1998 |                 | 67e           | 10e                  | ↑              | 56e              | 10e          | 4e             | 14e            |  | 61e          |  |                   |
| 1999 | 167e            | 15e           | 14e                  | ↑              | 67e              | 12e          | 36e            | 50e            |  |              |  | 15e (UWB)         |
| 2000 | 72e             | 12e           | 26e                  | 11e            | 45e              | 23e          | 5e             |                |  |              |  |                   |
| 2001 | 138e            | 53e           |                      | 5e             | 13e              |              |                |                |  |              |  |                   |

Godimus · 
Mariotti · 
Messelis · 
Peeters · 
Pirard · 
Teirlinck · 
Van Der Vorst · 
Van Ende · 
Vandeperre
Boulanger · 
Ceci · 
Clark · 
Dalgal · 
De Wilde · 
Haghedooren ·
Ilegems · 
Janssens ·
Kools ·   
Messelis · 
Nuttall ·
Peeters · 
Frank Pirard · 
Frits Pirard · 
Schurgers · 
Tourné · 
Van Camp ·
Van Der Vorst (tot 15/06) · 
Van Ende · 
Van Impe ·
Van Oyen ·
Vanhaerens
Boulanger · 
Ceci · 
Clark (tot 28/02) · 
Dalgal · 
De Wilde · 
Haghedooren ·
Heynderickx ·
Ilegems · 
Kools ·   
Kuiper ·
Lilholt ·
Mertens ·
Messelis · 
Meuwissen ·
Nevens ·
Peeters · 
Pirard · 
Schurgers (tot 15/02) · 
Tourné · 
Van Ende · 
Van Oyen ·
Van Slycke · 
Vanhaerens ·
Verleyen ·
Wijnant · 
Wijnants
Ceci · 
Chevallier ·
De Wilde · 
D'Hont · 
Diehl · 
Frison · 
Gaigne · 
Haghedooren ·
Harmeling ·   
Heynderickx ·
Holm ·
Ilegems · 
Leblanc ·
Lilholt ·
Mertens ·
Messelis (tot 15/07) · 
Meuwissen (tot 30/04) ·
Nevens ·
Patry · 
Peeters · 
Pirard · 
Roosen · 
M. Seynaeve · 
S. Seynaeve · 
Thevenin ·
Van Slycke · 
Virvaleix ·
Wijnant
Biondi · 
Chevallier ·
Clark · 
Colyn · 
De Wael ·
De Wilde · 
Diehl · 
Frison · 
Haghedooren ·
Harmeling ·   
Holm ·
Lilholt ·
Moreau ·
Nevens ·
Patry · 
Peeters · 
Pillon · 
Roche · 
Roosen · 
Thevenin ·
Van Slycke · 
Verstrepen ·
Virvaleix
Ampler ·  
Colyn · 
De Wael ·
Dewailly ·
De Wilde ·  
Frison ·   
Holm ·
Hundertmarck ·
Huygens ·
Kappes ·
Lehnert · 
Lilholt ·
Peeters · 
Sels · 
Speaks · 
Stumpf · 
Thevenin ·
Van Itterbeeck · 
Verstrepen ·
Virvaleix · 
Evenepoel (stagiair)
Ampler ·
Bölts ·
Farazijn ·
De Wilde ·
Gänsler ·
Gröne ·
Henn ·
Heppner ·
Holzmann · 
Hübner ·
Kappes ·
M. Madiot ·
Y. Madiot ·
Matwew ·
Peeters ·
Schleicher · 
Stumpf ·
Wolf
Baldato · Ballerini · Bomans · Cesarini · Chioccioli · Cipollini · Corsi · Demol · Gusmeroli · Jaskuła · Museeuw · Peeters · Pillon · Poli · D. Rebellin · S. Rebellin · Tchmil · Vanzella · Vona · Willems · Van Lancker (stagiair)
Baldato · Bettin · Bomans · Cassani · Elli · Järmann · Loda · Museeuw · Peeters · D. Rebellin · S. Rebellin · Richard · Saligari · Sciandri · Scinto · Sørensen · Vanzella · Vona · Willems
Baffi · Ballerini · Bellini · Beltrán · Bomans · Bortolami · Calzolari · Chiurato · Colonna · Della Santa · Escartín · Echave · Fernández Ginés · González · Leysen · Mauleón · Museeuw · Nardello · Nicoletti · Noè · Olano  · Peeters · Peña · Rominger · Tafi · Unzaga · Vandenbroucke · Willems · Alberati (stagiair) · Bianchini (stagiair) · Di Grande (stagiair)
Alberati · Baffi · Ballerini · Bellini · Beltrán · Bomans · Borgheresi · Bortolami · Calzolari · Colonna · Della Santa · Di Grande · Echave · Fernández Ginés · González · Lanfranchi · Leysen · Mauleón · Museeuw  · Nardello · Nicoletti · Noè · Olano  · Peeters · Peña · Rominger · Steels · Tafi · Unzaga · Vandenbroucke · Willems · Capelle (stagiair) · Cioni (stagiair) · Induni (stagiair)
Abe · Ballerini · Bomans · Bramati · Bugno · Camenzind · Di Grande · Faresin · Fois · Jaskuła · Lanfranchi · Leysen · Mattan · Missaglia · Museeuw  · Nardello · Peeters · Pianegonda · Spruch · Steels · Svorada · Tafi · Tonkov · Vandenbroucke · Zanini · Algeri (stagiair) 
Ballerini · Belohvoščiks · Bramati · Bugno · Camenzind  · Codol · Di Grande · Faresin · Figueras · Frutti · Lanfranchi · Leysen · Mattan · Missaglia · Museeuw · Nardello · Peeters · Pianegonda · Spruch · Steels · Svorada · Tafi · Tonkov · Vandenbroucke · Zanini · Hunter (stagiair) · Huvaere (stagiair) · Van Nueten (stagiair)
Baffi · Bartoli · Bettini · Bramati · Di Grande · Faresin · Fernández Ginés · Figueras · Fornaciari · Hoste · Lanfranchi · Leysen · McRae · Merckx · Müller · Museeuw · Nardello · Nocentini · Noè · Peeters · Rodriguez · Scinto · Steels · Steinhauser · Tafi · Tani · Tonkov · van Heeswijk · Zanini · Gerosa (stagiair) · Nikačević (stagiair) · O'Bee (stagiair)
Baffi · Bartoli · Beltrán · Bettini · Bodrogi · Bramati · Chesini · Cioni · D'Amore · Faresin · Fernández Ginés · Figueras · Fornaciari · Freire  · Hoste · Hulsmans · Koehler · Lanfranchi · Leysen · McRae · Merckx · Museeuw · Nardello · Nocentini · Noè · Paolini · Peeters · Pozzato · Ratti · Rizzi · Rodriguez · Scinto · Steels · Tafi · Tani · Tonkov · van Heeswijk · Wegelius · Zanini · Cancellara (stagiair) · Petrov (stagiair) · Rogers (stagiair)
Bruylandts · Cassani · Cretskens · De Clercq · De Wolf · Hoste · Kasjetsjkin · Kleynen · Knaven · Konečný · Magnusson · McEwen · Merckx · Milesi · Moerenhout · Museeuw · Orvalho · Peeters · Rodriguez · Tankink · Vainšteins  · van Heeswijk · Vanthourenhout · Vereecke · Virenque · Wadecki · Moeravjov (stagiair) · Steegmans (stagiair)